# Godoncourt
Godoncourt is een dorp (met eigen gemeentehuis en -raad) in het Franse departement Vosges in de regio Grand Est en maakt deel uit van het arrondissement Épinal. De plaats telde 116 inwoners op 1 januari 2022.

## Geschiedenis
De gemeente maakte voor 2015 deel uit van het kanton Monthureux-sur-Saône. Toen het kanton op 22 maart 2015 werd opgeheven werden de gemeenten ervan opgenomen in het kanton Darney.

## Geografie
De oppervlakte van Godoncourt bedraagt 11,38 vierkante kilometer; Op 1 januari 2022 was de bevolkingsdichtheid 10,2 inwoners per km².
De onderstaande kaart toont de ligging van Godoncourt met de belangrijkste infrastructuur en aangrenzende gemeenten.

## Beschermd dorpsgezicht
Beeldbepalend is het Roemeens-Orthodox klooster. Tot medio 2013 was het een Servisch-Orthodox klooster. En zijn van de 7 nonnen er 6 vertrokken naar elders in Frankrijk, omdat men het onderhoud aan het klooster niet meer kon betalen. In 2015 werd het een Roemeens-Orthodox klooster. In 2018 is een van de nonnen in het klooster blijven wonen. De aard en verschijning van het klooster heeft tot gevolg dat de kleurstelling van de woningen in Godoncourt zo goed als mogelijk moet overeenkomen met de kleurstelling van het klooster.

## Omgeving en klimaat
Godoncourt kent een matig landklimaat met warme zomers en somtijds strenge winters. Met stevige en soms snel opkomende onweersbuien, af en toe een windhoos, om de drie jaar een invasie van meikevers en een zeer zuivere atmosfeer. Godoncourt ligt te midden van allerlei bronnen - badplaatsen. Zoals Contrexeville, Bains-les-Bains, Bourbonne les Bains, Vittel. Er zijn verschillende natuurlijke waterbronnen in de regio. Zo hebben tien woningen in Godoncourt onder of nabij de woning hun eigen waterbron. Om Godoncourt heen meandert de Saône op weg naar het Noorden. Deze rivier wordt benut door sportvissers en zwemmers. Voorheen werd de rivier benut voor de aandrijving van molens, maar die er nog zijn, zijn buiten gebruik en in verval.

### Flora en fauna
Er leven onder andere uilen, verschillende soorten buizerds, rode en zwarte wouw, vleermuizen. Bijzonder is dat er in Godoncourt enkele kolonies zijn van de (zeldzame) kleine hoefijzerneus.

### Jacht, fruit en stookhout
In het najaar en winter wordt er op wild gejaagd (ree en wild zwijn); jagers uit Godoncourt werken samen met jagers uit de buurt. Het uitbenen gebeurt in een van de schuren in het dorp. Daar zijn voorzieningen voor het slacht- en uitbeen proces. De jacht is van overheidswege erg streng gereglementeerd. Ook werken enkele dorpen samen om van fruit likeur te stoken. In Godoncourt is een ambachtelijke hout gestookte destilleerderij. Zeer streng georganiseerd in contact en onder toezicht van de belastingdienst. In de zomer kunnen inwoners in het gemeentehuis een lootje trekken om 10 kuub boomstammen te kopen; die worden afgeleverd en men moet zelf zorgen dat het geheel wordt verzaagd en kan drogen.

## Toerisme en recreatie
Voor wandelaars zijn in de omgeving enkele goed bewegwijzerde routes te vinden. De Tour de France passeert soms kort in de buurt. Door het jaar heen worden in de nabije omgeving enkele dorpsfeesten en brocantes georganiseerd.

## Media en digitalisering
In 2020 werd Godoncourt aangesloten op glasvezelkabel, om zo over snel internet te kunnen beschikken. De informatievoorziening over dat wat in het dorp actueel is vindt plaats via een eigen nieuwsbrief, de “Brèves de Godoncourt”.

## Demografie
Onderstaande figuur toont het verloop van het inwonertal.
Les Ableuvenettes · Ahéville · Ainvelle · Ameuvelle · Bainville-aux-Saules · Bazegney · Begnécourt · Bleurville · Blevaincourt · Bocquegney · Bouzemont · Châtillon-sur-Saône · Circourt · Claudon · Damas-et-Bettegney · Damblain · Dommartin-aux-Bois · Dompaire · Fignévelle · Fouchécourt · Frain · Gelvécourt-et-Adompt · Gignéville · Girancourt · Godoncourt · Gorhey · Grignoncourt · Hagécourt · Harol · Hennecourt · Isches · Lamarche · Légéville-et-Bonfays · Lironcourt · Madonne-et-Lamerey · Marey · Maroncourt · Martigny-les-Bains · Martinvelle · Mont-lès-Lamarche · Monthureux-sur-Saône · Morizécourt · Nonville · Racécourt · Regnévelle · Robécourt · Romain-aux-Bois · Rozières-sur-Mouzon · Saint-Julien · Senaide · Serécourt · Serocourt · Les Thons · Tignécourt · Tollaincourt · Vaubexy · Velotte-et-Tatignécourt · Ville-sur-Illon · Villotte · Viviers-le-Gras